# Priesitz
Priesitz is een plaats in de stad Bad Schmiedeberg in de Duitse deelstaat Saksen-Anhalt. De plaats ligt ongeveer 25 kilometer zuidoostelijk van Lutherstadt Wittenberg in het oerstroomdal van de Elbe aan de rand van het Natuurpark Dübener Heide. Tot 1 juli 2009 was Priesitz een zelfstandige gemeente.